# Epinephelus chlorostigma
Cá song chấm xanh (Danh pháp khoa học: Epinephelus chlorostigma) là một loài cá biển trong họ cá mú 	(Serranidae) phân bố ở vùng Đông Châu Phi, Hồng Hải, Ấn Độ, Philippin, Trung Quốc, Nhật Bản và Việt Nam tại vịnh Bắc Bộ. Đây là loài cá có giá trị và được khai thác.

## Tên gọi
Tên địa phương gọi chúng là cá mú chấm xanh. Tên thường gọi tiếng Anh: Brown-spotted grouper. Tên gọi thị trường Úc: Bar cod, Potato cod, Reef cod, Spotted cod, Black- spotted rockcod. Tên gọi thị trường Canada: Grouper, Mérou. Tên gọi tiếng Nhật: Hôsekihata. Tên gọi tiếng Tây Ban Nha: Mero pintado. Tên gọi thị trường Mỹ: Brownspotted Reefcod.

## Đặc điểm
Thân dài, dẹp bên, viền lưng và bụng cong đều. Đầu tương đối lớn, chiều dài đầu lớn hơn chiều cao thân. Chiều dài thân bằng 2,8-3,1 lần chiều cao thân và bằng 2,4-2,7 lần chiều dài đầu. Kích cỡ 450–600 mm. Viền xương nắp mang trước hình răng cửa. Mõm hơi nhọn. Mắt lớn, hơi lồi. Miệng rộng, chếch, hàm dưới nhô dài hơn hàm trên. Răng nhọn, khoẻ, hàm trên và hàm dưới có 1-2 răng nanh khoẻ.
Xương khẩu cái và xương lá mía có nhiều răng, mọc thành đai. Khe mang rộng, lược mang nhỏ, cứng. Thân phủ vảy lược nhỏ, yếu. Đường bên hoàn toàn. Vây lưng liền, không có khe lõm. Vây hậu môn tương đối lớn, tia vây cứng thứ hai lớn. Vây ngực rộng, tròn, chiều dài vây lớn hơn chiều dài phần đầu sau mắt. Vây đuôi hơi tròn. Toàn thân màu nâu nhạt. Thân có nhiều chấm hình đa giác màu nâu đậm. Bên thân có 5 - 6 vân ngang rộng màu nâu đen, các vân này ở cá lớn nhạt dần. 

## Tham khảo

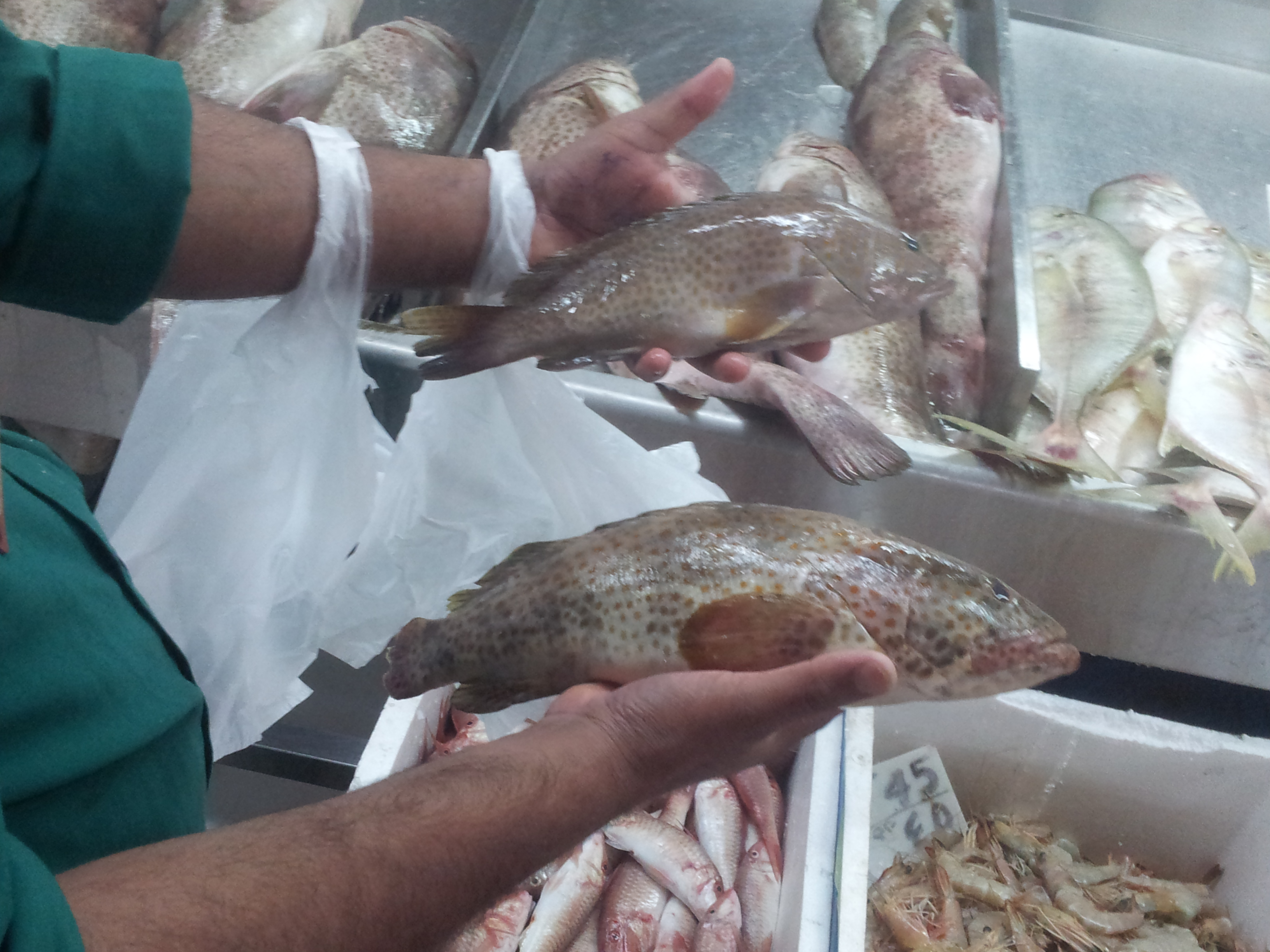